# Wysoka Kamieńska (stacja kolejowa)
Wysoka Kamieńska – stacja kolejowa w Wysokiej Kamieńskiej, w województwie zachodniopomorskim, w Polsce. Zatrzymują się na niej regionalne pociągi osobowe relacji Poznań Główny /Szczecin Główny - Świnoujście oraz Szczecin Główny – Kamień Pomorski, a także pociągi dalekobieżne jadące ze Świnoujścia w głąb Polski.

## Ruch pasażerski

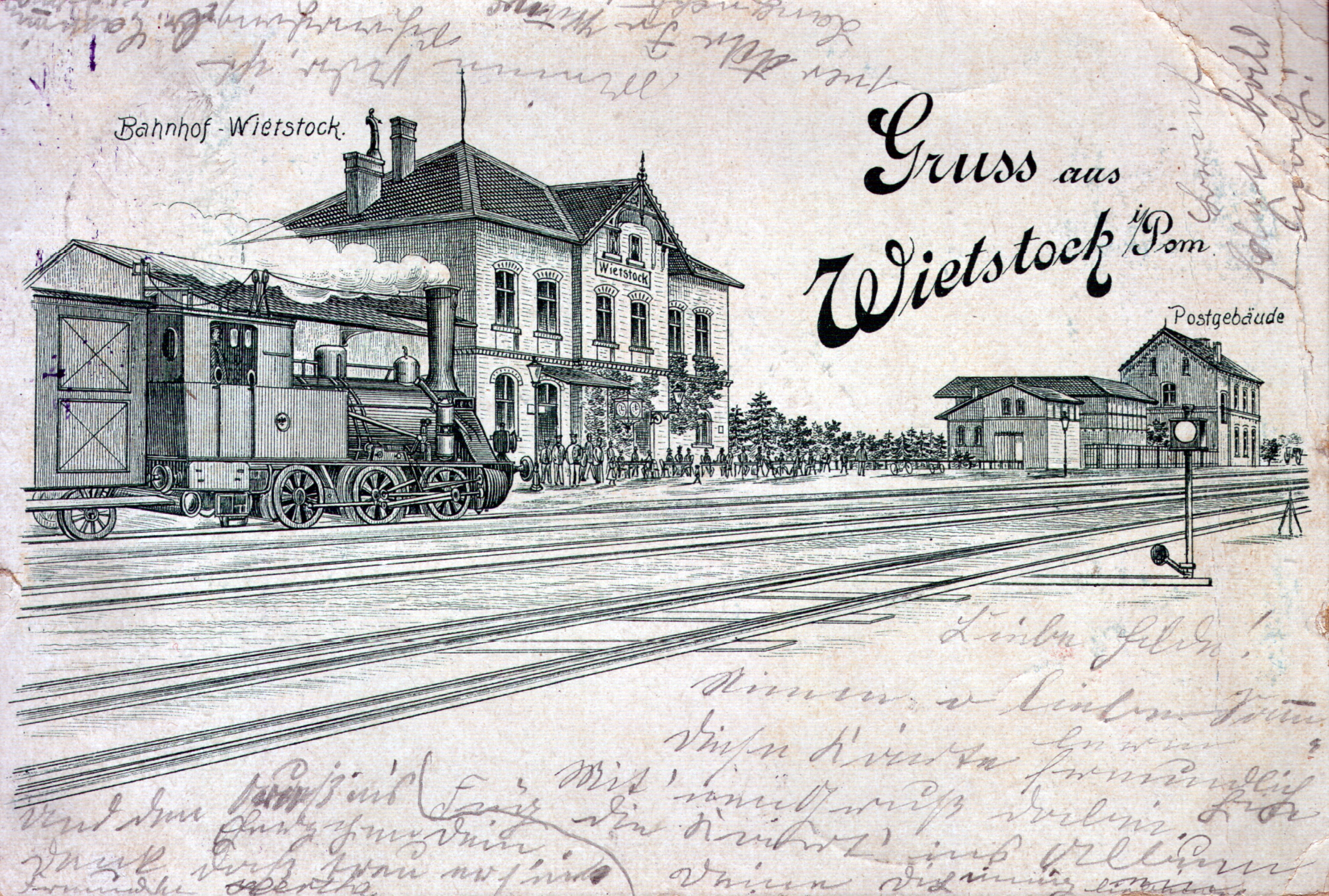
Stacja kolejowa na przełomie XIX i XX wieku

| Rok  | Wymiana pasażerska na dobę |
| ---- | -------------------------- |
| 2017 | 200-299                    |
| 2022 | 300-499                    |